# De Baarsjes (wijk)

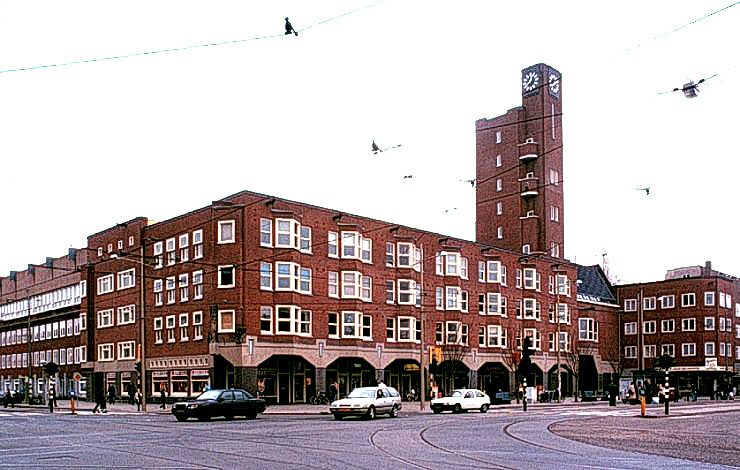
Het Mercatorplein met een van de twee door H.P. Berlage ontworpen torens.
Foto: bmz.amsterdam.nl

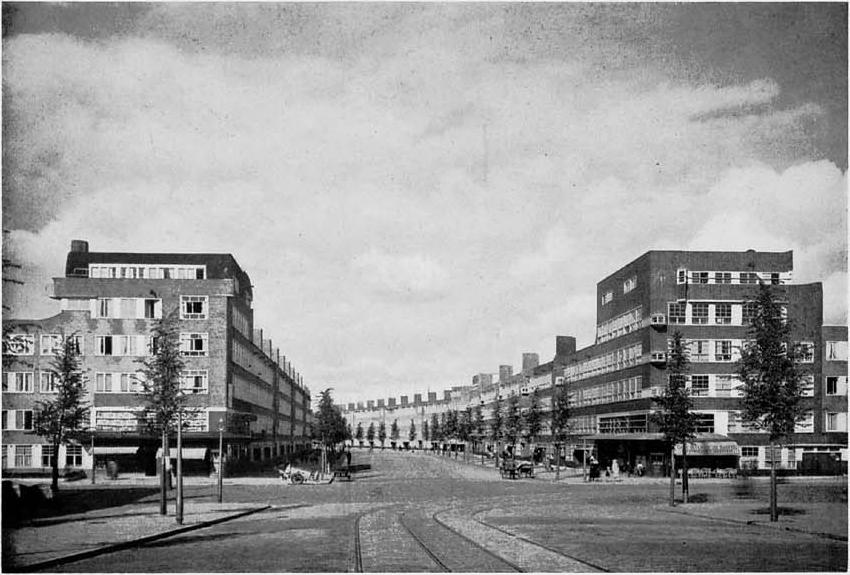
De kruising Hoofdweg / Postjesweg in 1927.

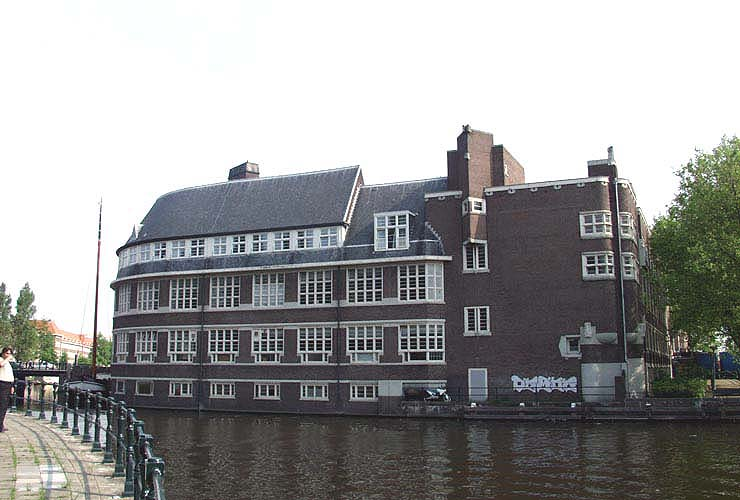
De vierde Ambachtsschool, gezien vanaf de Baarsjesweg, tegenwoordig heet dit gebouw 'Het Sieraad'.

De Baarsjes was van 1990 tot 2010 een stadsdeel van de gemeente Amsterdam in de Nederlandse provincie Noord-Holland. Per 1 mei 2010 is het opgegaan in het nieuwe stadsdeel Amsterdam-West. Het stadsdeel telde (in 2007) 33.847 inwoners en heeft een oppervlakte van 1,64 km² (waarvan 0,10 km² water).

## Geschiedenis
De naam van de wijk De Baarsjes is ontleend aan de vroegere buurtschap De Baarsjes. Deze lag aan de Kostverlorenvaart, en werd in 1787 door een tolbrug met de stad verbonden. De Slatuinenweg is nog een laatste overblijfsel van dit buurtje in de vroegere gemeente Sloten. Deze omgeving werd gekenmerkt door tuinderijen in de Baarsjespolder, een deel van de Sloterpolder.

### Forensenwoningen langs de trambaan
De bouw van woonwijken ten westen van de Kostverlorenvaart startte na de ingebruikname van de tramlijn Amsterdam - Zandvoort in 1904 van de ESM, later NZH (Blauwe Tram). Langs de trambaan door de landerijen werd in 1908 de Admiraal de Ruijterweg aangelegd. Langs deze weg werden woningen gebouwd speciaal voor forensen die dan met de tram naar de stad konden reizen. Dit werd de Trompbuurt (naar Maarten Harpertszoon Tromp). Na annexatie van de gemeente Sloten in 1921 werd door de gemeente Amsterdam ten zuiden van de Admiraal de Ruijterweg de Chassébuurt gebouwd.
Tussen 1920 en 1940 kwamen nieuwe stadsuitbreidingen op het grondgebied van de vroegere gemeente Sloten tot stand.

### Plan West
Als deel van het stedenbouwkundig Plan West van de hand van de architect Hendrik Petrus Berlage werden in de jaren twintig en dertig buurten met bebouwing in de stijl van de Amsterdamse School en later ook de stijl van vroege nieuwe zakelijkheid ontworpen. Hoewel Berlage het stedenbouwkundig ontwerp deed was de invulling ervan van de hand van andere architecten. Het Mercatorplein is wel een ontwerp van Berlage zelf en is vernoemd naar de beroemde cartograaf Gerardus Mercator en was sinds 1997 voorzien van een wereldkaart in het plaveisel. De bebouwde onderdelen van het Plan West die in het stadsdeel te vinden zijn zijn onder andere de Admiralenbuurt, de Mercatorbuurt, omgeving Surinameplein en de Hoofddorppleinbuurt. Sinds 1990 vormen deze buurten het stadsdeel De Baarsjes. De Hoofddorppleinbuurt maakt sinds 1990 echter deel uit van stadsdeel Zuid.
In 1940 vormden de Orteliuskade en de Postjeskade de westelijke begrenzing van de stad. Ten westen daarvan lagen nog de tuinderijen van de Sloterpolder. Het Surinameplein vormde de zuidelijke begrenzing van het stadsdeel De Baarsjes. De wijk was eind jaren dertig volgebouwd.

### Stadsvernieuwing
In de jaren tachtig was veel bebouwing rond het Mercatorplein in verwaarloosde toestand geraakt. In de jaren negentig werden veel woningen opgeknapt en andere door nieuwbouw vervangen, met behoud van het karakter van de buurt. Het Mercatorplein zelf werd ook ingrijpend gerenoveerd. Dit plein en de bebouwing was van de hand van de architect Berlage zelf en is zijn enige compleet behouden plein in Amsterdam. Hoewel het aanvankelijk het plan was om twee van de woonwanden te slopen en in plaats van de in 1961 gesloopte noordelijke toren een nieuw ontwerp neer te zetten, besloot de stadsdeelraad uiteindelijk mede door heftig verzet uit de buurt zelf anders. De wanden met woningen bleven behouden en bewoners konden indien zij dit wilden terugkeren in hun woning. Het plan om de noordtoren te vervangen door een futuristisch nieuw gebouw werd door een motie in de raad van D66 met slechts één stem verschil tegengehouden. In plaats daarvan werd gekozen voor het opnieuw opbouwen van de originele toren van Berlage.
In maart 2007 werd De Baarsjes door de Gemeente Amsterdam aangewezen als een probleemwijk (Zie: De 40 wijken van Vogelaar), waardoor zij extra aandacht en geld zullen ontvangen. In de daaropvolgende jaren werd veel geïnvesteerd in verbetering van woningen en de woonomstandigheden. Sindsdien is er ook sprake van gentrificatie in De Baarsjes.

## Kenmerken
In De Baarsjes zijn straten vernoemd naar admiralen, zeehelden en ontdekkingsreizigers, cartografen en personen en plaatsen uit West-Indië. De wijk bestaat voornamelijk uit middelhoogbouw (drie of vier etages). Vrijwel de enige hogere gebouwen vormen de beide torens aan het Mercatorplein en enkele flatgebouwen aan de randen van na de oorlog.
De wijk wordt aan de noordzijde begrensd door de Jan van Galenstraat en aan de zuidzijde door het Surinameplein. De oostelijke begrenzing wordt gevormd door de Kostverlorenvaart, de westelijke begrenzing vormt het Rembrandtpark. De Baarsjes heeft geen parken binnen de grenzen, zowel het Erasmuspark, als het Rembrandtpark liggen net buiten de grenzen van het (voormalige) stadsdeel.
De tramlijnen 7, 13, 17 en 19 rijden door De Baarsjes.

## Buurten in voormalig Stadsdeel De Baarsjes
- Admiralenbuurt
- Chassébuurt
- Mercatorbuurt
- Postjesbuurt
- Trompbuurt
- De Krommert

## Bezienswaardigheden
- Amsterdamse School-architectuur op het Mercatorplein en omgeving
- Sportplaza Mercator aan de Jan van Galenstraat en het Rembrandtpark
- Gemeentelijk monument 'Het Sieraad' aan de Postjesweg 1, bij de Kinkerbrug van architect Arend Jan Westerman
- De Kunstroute op en nabij de Witte de Withstraat
- Natuurtuin Slatuinen aan de Slatuinenweg

Parken grenzend aan De Baarsjes:
- Erasmuspark
- Rembrandtpark

## Religie
- An-Nour moskee (Marokkaans), aan de Witte de Withstraat, in de voormalige Nieuw-Apostolische Kerk (HAZEA)
- Moskee Ghousia al Masjid (Pakistaans) aan de Baarsjesweg
- Augustinuskerk, R.K., aan de Postjesweg, onderdeel van complex Nieuw Vredenburgh
- Chassékerk, R.K., heette officieel: parochiekerk van Onze Lieve Vrouw van Altijddurende Bijstand, uit 1924-1926 aan de Chasséstraat: Buiten gebruik als kerk in 1998; Cultureel centrum sinds 2011
- De Bethelkerk, oorspronkelijk een gereformeerde kerk (GKN), werd in 1928 ontworpen door architect Ernst Roest. Nu is hier Maranatha Ministries, een (Surinaamse) pinkstergemeente gevestigd.
- Jeruzalemkerk PKN, (oorspronkelijk Hervormd), uit 1928-1929 aan het Jan Maijenplein
- Universele Kerk van Gods Rijk, in West-End aan de Jan Evertsenstraat
- Gurdwara Maan Sarovar Sahib, sikhs, aan de Baarsjesweg
- Westermoskee aan het Piri Reisplein (Baarsjesweg) (Ayasofia-groep van Milli Görüs)

## Bekende bewoners uit De Baarsjes
- Maik de Boer
- Dries Boussatta
- Remco van Eijden
- Kees Fens
- Ruud Gullit
- Eberhard van der Laan
- Rinus Michels
- Tarik Oulida
- Frank Rijkaard
- Nico Scheepmaker
- Ebru Umar
- Henk Vonhoff
- Hans Wiegel

## Stadsdeelraad De Baarsjes
De deelraad telde tot 2010 17 leden. De zetelverdeling voor de raadsperiode 2006-2010 was:
- PvdA 8 zetels
- GroenLinks 4 zetels
- VVD 3 zetels
- D66 2 zetels

## Dagelijks bestuur
Het dagelijks bestuur van De Baarsjes werd tot 27 januari 2009 gevormd door PvdA en VVD. Stadsdeelvoorzitter was Arco Verburg (PvdA), daarnaast waren er 3 wethouders: Godfried Lambriex (PvdA), Mirjam Smeels (VVD) en Ab Cherribi (PvdA). Op 26 januari trad Verburg af na politieke onrust die was ontstaan door het aanbesteden van het jongerenwerk in het stadsdeel aan Youth for Christ. Daarna viel ook de coalitie. Op 3 maart 2009 trad een nieuwe stadsdeelraad aan, met GroenLinks (Coos Hoebe) in plaats van de VVD als coalitiepartner van de PvdA en met Lambriex als voorzitter.